# تونی رابینسون
تونی رابینسون (انگلیسی: Tony Robinson؛ زادهٔ ۱۵ اوت ۱۹۴۶) یک هنرپیشه، کمدین، پدیدآور، مجری، کنشگر مدنی اهل بریتانیا است. وی از سال ۱۹۷۱ میلادی تاکنون مشغول فعالیت بوده‌است.
از فیلم‌ها یا برنامه‌های تلویزیونی که وی در آن نقش داشته‌است می‌توان به پری‌ها و بلک‌ادر اشاره کرد.